# Heracles Almelo in het seizoen 2024/25
In het seizoen 2024/25 kwam Heracles Almelo uit in de Eredivisie. Daar eindigde Heracles Almelo als 14e. Ook kwam Heracles Almelo weer uit in de TOTO KNVB Beker en werd uitgeschakeld in de halve finale.

## Selectie
| Nr.           | Nat.       | Naam                  | Geb. dat.  | Contract tot |
| Doelmannen    | Doelmannen | Doelmannen            | Doelmannen | Doelmannen   |
| ------------- | ---------- | --------------------- | ---------- | ------------ |
| 1             | Nederland  | Fabian de Keijzer     | 10-05-2000 | 2027         |
| 16            | Nederland  | Timo Jansink          | 16-03-2003 | 2029         |
| 30            | België     | Robin Mantel          | 15-11-2000 | 2026         |
| Verdedigers   |            |                       |            |              |
| 2             | Nederland  | Mimeirhel Benita      | 17-11-2003 | 2025         |
| 3             | Duitsland  | Jannes Wieckhoff      | 02-08-2000 | 2026         |
| 4             | Nederland  | Damon Mirani          | 13-05-1996 | 2027         |
| 6             | Servië     | Sava-Arangel Čestić   | 19-02-2001 | 2026         |
| 18            | Nederland  | Kelvin Leerdam        | 24-06-1990 | 2025         |
| 21            | Nederland  | Justin Hoogma         | 11-06-1998 | 2026         |
| 22            | Italië     | Lorenzo Milani        | 22-05-2001 | 2028         |
| 24            | Slowakije  | Ivan Mesík            | 01-06-2001 | 2028         |
| 27            | Nederland  | Jop Tijink            | 30-01-2005 | 2026         |
| 35            | Nederland  | Stijn Bultman         | 29-01-2005 | 2026         |
| 39            | Nederland  | Mats Rots             | 11-03-2006 | 2025         |
| Middenvelders |            |                       |            |              |
| 5             | Nederland  | Jordy Bruijn          | 23-07-1996 | 2026         |
| 8             | Duitsland  | Mario Engels          | 22-10-1993 | 2025         |
| 13            | Tsjechië   | Jan Žambůrek          | 13-02-2001 | 2028         |
| 14            | België     | Brian De Keersmaecker | 06-05-2000 | 2028         |
| 17            | Nederland  | Thomas Bruns          | 07-01-1992 | 2025         |
| 26            | Nederland  | Daniël van Kaam       | 23-06-2000 | 2027         |
| 28            | Curaçao    | Giandro Sambo         | 28-03-2006 | 2027         |
| 32            | Nederland  | Sem Scheperman        | 24-06-2002 | 2025         |
| Aanvallers    |            |                       |            |              |
| 7             | België     | Bryan Limbombe        | 14-05-2001 | 2027         |
| 9             | Nederland  | Jizz Hornkamp         | 07-03-1998 | 2026         |
| 11            | Denemarken | Nikolai Laursen       | 19-02-1998 | 2025         |
| 19            | Kroatië    | Luka Kulenović        | 29-09-1999 | 2028         |
| 20            | Nederland  | Diego van Oorschot    | 02-10-2005 | 2025         |
| 23            | Finland    | Juho Talvitie         | 25-03-2005 | 2025         |
| 29            | Israël     | Suf Podgoreanu        | 20-01-2002 | 2025         |

Bron: Team van Heracles Almelo

## Transfers
Voor recente transfers bekijk: Lijst van Eredivisie transfers zomer 2024/25
Voor recente transfers bekijk: Lijst van Eredivisie transfers winter 2024/25

### Zomer

#### Aangetrokken
| Nationaliteit | Naam             | Positie      | Vorige club                   | Bijzonderheid       |
| ------------- | ---------------- | ------------ | ----------------------------- | ------------------- |
| Nederland     | Mimeirhel Benita | Verdediger   | Feyenoord                     | Gehuurd             |
| Nederland     | Daniël van Kaam  | Middenvelder | SC Cambuur                    | Transfer, € 200.000 |
| Kroatië       | Luka Kulenović   | Aanvaller    | Slovan Liberec                | Transfer, € 900.000 |
| België        | Robin Mantel     | Doelman      | Helmond Sport                 | Transfervrij        |
| Slowakije     | Ivan Mesik       | Verdediger   | Pescara                       | Transfer, € 250.000 |
| Italië        | Lorenzo Milani   | Verdediger   | Pescara                       | Transfer, € 350.000 |
| Nederland     | Damon Mirani     | Verdediger   | FC Volendam                   | Transfervrij        |
| Israël        | Suf Podgoreanu   | Aanvaller    | Maccabi Haifa                 | Gehuurd             |
| Curaçao       | Giandro Sambo    | Aanvaller    | FC Twente / Heracles Academie | Eerste profcontract |
| Italië        | Antonio Satriano | Aanvaller    | AC Trento 1921                | Was verhuurd        |
| Finland       | Juho Talvitie    | Aanvaller    | Lommel SK                     | Gehuurd             |
| Nederland     | Jop Tijink       | Verdediger   | FC Twente / Heracles Academie | Eerste profcontract |
| Tsjechië      | Jan Žambůrek     | Middenvelder | Viborg FF                     | Transfer, € 402.000 |
| Nederland     | Shiloh 't Zand   | Middenvelder | Feyenoord O21                 | Gehuurd             |

#### Vertrokken
| Nationaliteit | Naam              | Positie      | Nieuwe club       | Bijzonderheid                                            |
| ------------- | ----------------- | ------------ | ----------------- | -------------------------------------------------------- |
| Nederland     | Navajo Bakboord   | Verdediger   | Geen club         | Transfervrij                                             |
| Nederland     | Michael Brouwer   | Doelman      | FC Utrecht        | Transfervrij                                             |
| Zweden        | Emil Hansson      | Aanvaller    | Birmingham City   | Transfer, € 1.750.000                                    |
| Australië     | Ajdin Hrustić     | Middenvelder | Hellas Verona     | Was gehuurd                                              |
| Nederland     | Robin Jalving     | Doelman      | FC Emmen          | Transfervrij                                             |
| Nederland     | Sylian Mokono     | Verdediger   | Geen club         | Transfervrij                                             |
| Nederland     | Chiel Olde Keizer | Verdediger   | FC Dordrecht      | Transfervrij                                             |
| Noorwegen     | Fredrik Oppegård  | Verdediger   | PSV               | Was gehuurd                                              |
| Marokko       | Anas Ouahim       | Middenvelder | Sydney FC         | Transfer, vorig seizoen verhuurd aan FC Sheriff Tiraspol |
| Italië        | Antonio Satriano  | Aanvaller    | Casertana FC      | Verhuurd                                                 |
| Nederland     | Mohamed Sankoh    | Aanvaller    | VfB Stuttgart     | Was gehuurd                                              |
| Duitsland     | Sven Sonnenberg   | Verdediger   | 1. FC Saarbrücken | Transfervrij                                             |
| Nederland     | Marko Vejinović   | Middenvelder |                   | Gestopt als profvoetballer                               |
| Nederland     | Jetro Willems     | Verdediger   | CD Castellón      | Transfervrij                                             |
| Duitsland     | Lasse Wehmeyer    | Aanvaller    | VVV-Venlo         | Transfer                                                 |

### Winter

#### Aangetrokken
| Nationaliteit | Naam      | Positie    | Vorige club | Bijzonderheid |
| ------------- | --------- | ---------- | ----------- | ------------- |
| Nederland     | Mats Rots | Verdediger | FC Twente   | Gehuurd       |

#### Vertrokken
| Nationaliteit | Naam           | Positie      | Nieuwe club       | Bijzonderheid |
| ------------- | -------------- | ------------ | ----------------- | ------------- |
| Nederland     | Ruben Roosken  | Verdediger   | Huddersfield Town | Transfer      |
| Nederland     | Shiloh 't Zand | Middenvelder | Feyenoord         | Was gehuurd   |

## Technische staf
|                    | Naam              | Functie           |
| ------------------ | ----------------- | ----------------- |
| Vlag van Nederland | Erwin van de Looi | Hoofdtrainer      |
| Vlag van Nederland | Hendrie Krüzen    | Assistent-trainer |
| Vlag van Nederland | Peter Reekers     | Assistent-trainer |
| Vlag van Nederland | Brian van Loo     | Keeperstrainer    |

Voor overige stafleden, zie Staf van Heracles Almelo

## Wedstrijden

### Vriendschappelijk
| Datum & Tijd           | Wedstrijd                             | Uitslag | Verslag |
| ---------------------- | ------------------------------------- | ------- | ------- |
| 06-07-2024 – 14:30 uur | Almelose selectie – Heracles Almelo   | 2 – 2   | 1       |
| 09-07-2024 – 14:00 uur | Heracles Almelo – AC Horsens          | 1 – 0   | 2       |
| 13-07-2024 – 14:00 uur | Heracles Almelo – FCV Dender          | 1 – 1   | 3       |
| 19-07-2024 – 18:00 uur | Preußen Münster – Heracles Almelo     | 0 – 0   | 4       |
| 26-07-2024 – 19:00 uur | Heracles Almelo – Excelsior Rotterdam | 1 – 2   | 5       |
| 02-08-2024 – 18:00 uur | FC Groningen – Heracles Almelo        | 2 – 0   | 6       |
| 05-09-2024 – 13:00 uur | Heracles Almelo – FC Utrecht          | 0 – 3   | 7       |
| 10-10-2024 – 13:00 uur | Fortuna Düsseldorf – Heracles Almelo  | 0 – 1   | 8       |
| 05-01-2025 – 15:00 uur | VfL Bochum – Heracles Almelo          | 1 – 0   | 9       |

### Eredivisie
| №  | Datum & Tijd                                  | Wedstrijd                          | Uitslag | Verslag   |
| -- | --------------------------------------------- | ---------------------------------- | ------- | --------- |
| 1  | 11-08-2024 – 12:15 uur                        | Sparta Rotterdam – Heracles Almelo | 0 – 0   | 1         |
| 2  | 18-08-2024 – 12:15 uur                        | Heracles Almelo – PSV              | 1 – 3   | 2         |
| 3  | 25-08-2024 – 14:30 uur                        | Heracles Almelo – Willem II        | 1 – 1   | 3         |
| 4  | 01-09-2024 – 14:30 uur                        | PEC Zwolle – Heracles Almelo       | 3 – 0   | 4         |
| 5  | 15-09-2024 – 16:45 uur                        | Heracles Almelo – Almere City FC   | 0 – 0   | 5         |
| 6  | 21-09-2024 – 21:00 uur                        | N.E.C. – Heracles Almelo           | 1 – 2   | 6         |
| 7  | 27-09-2024 – 20:00 uur                        | Heracles Almelo – sc Heerenveen    | 2 – 1   | 7         |
| 8  | 06-10-2024 – 12:15 uur                        | Go Ahead Eagles – Heracles Almelo  | 4 – 1   | 8         |
| 9  | 20-10-2024 – 14:30 uur                        | Heracles Almelo – Ajax             | 3 – 4   | 9         |
| 10 | 27-10-2024 – 14:30 uur                        | FC Twente – Heracles Almelo        | 5 – 0   | 10        |
| 11 | 02-11-2024 – 18:45 uur                        | Heracles Almelo – NAC Breda        | 2 – 0   | 11        |
| 12 | 08-11-2024 – 20:00 uur                        | FC Utrecht – Heracles Almelo       | 1 – 0   | 12        |
| 13 | 23-11-2024 – 18:45 uur                        | Heracles Almelo – RKC Waalwijk     | 2 – 2   | 13        |
| 14 | 01-12-2024 – 14:30 uur                        | AZ – Heracles Almelo               | 1 – 0   | 14        |
| 15 | 07-12-2024 – 16:30 uur                        | Heracles Almelo – Fortuna Sittard  | 2 – 2   | 15        |
| 16 | 14-12-2024 – 21:00 uur                        | Feyenoord – Heracles Almelo        | 5 – 2   | 16        |
| 17 | 21-12-2024 – 21:00 uur 28-01-2025 – 20:00 uur | Heracles Almelo – FC Groningen     | 1 – 1   | 17-1 17-2 |
| 18 | 11-01-2025 – 16:30 uur                        | Heracles Almelo – Sparta Rotterdam | 1 – 1   | 18        |
| 19 | 19-01-2025 – 14:30 uur                        | Almere City FC – Heracles Almelo   | 0 – 2   | 19        |
| 20 | 24-01-2025 – 20:00 uur                        | Heracles Almelo – FC Utrecht       | 1 – 1   | 20        |
| 21 | 31-01-2025 – 20:00 uur                        | NAC Breda – Heracles Almelo        | 1 – 1   | 21        |
| 22 | 08-02-2025 – 16:30 uur                        | Heracles Almelo – Go Ahead Eagles  | 4 – 2   | 22        |
| 23 | 16-02-2025 – 16:45 uur                        | Ajax – Heracles Almelo             | 4 – 0   | 23        |
| 24 | 02-03-2025 – 14:30 uur                        | Heracles Almelo – PEC Zwolle       | 4 – 2   | 24        |
| 25 | 08-03-2025 – 16:30 uur                        | Fortuna Sittard – Heracles Almelo  | 1 – 0   | 25        |
| 26 | 15-03-2025 – 21:00 uur                        | sc Heerenveen – Heracles Almelo    | 1 – 1   | 26        |
| 27 | 30-03-2025 – 14:30 uur                        | Heracles Almelo – FC Twente        | 2 – 1   | 27        |
| 28 | 06-04-2025 – 12:15 uur                        | RKC Waalwijk – Heracles Almelo     | 0 – 0   | 28        |
| 29 | 13-04-2025 – 14:30 uur                        | Heracles Almelo – AZ               | 1 – 0   | 29        |
| 30 | 23-04-2025 – 20:00 uur                        | FC Groningen – Heracles Almelo     | 4 – 1   | 30        |
| 31 | 03-05-2025 – 18:45 uur                        | Heracles Almelo – Feyenoord        | 1 – 4   | 31        |
| 32 | 09-05-2025 – 20:00 uur                        | Willem II – Heracles Almelo        | 1 – 2   | 32        |
| 33 | 14-05-2025 – 20:00 uur                        | PSV – Heracles Almelo              | 4 – 1   | 33        |
| 34 | 18-05-2025 – 14:30 uur                        | Heracles Almelo – N.E.C.           | 1 – 2   | 34        |

### TOTO KNVB Beker
| Ronde          | Datum & Tijd           | Wedstrijd                        | Uitslag            | Verslag |
| -------------- | ---------------------- | -------------------------------- | ------------------ | ------- |
| Eerste ronde   | 30-10-2024 – 21:00 uur | FC Winterswijk – Heracles Almelo | 0 – 1              | 1       |
| Tweede ronde   | 18-12-2024 – 20:00 uur | Heracles Almelo – N.E.C.         | 1 – 0 (n.v.)       | 2       |
| Achtste finale | 16-01-2025 – 18:45 uur | De Graafschap – Heracles Almelo  | 0 – 2              | 3       |
| Kwartfinale    | 04-02-2025 – 20:00 uur | Heracles Almelo – FC Utrecht     | 2 – 0              | 4       |
| Halve finale   | 27-02-2025 – 20:00 uur | Heracles Almelo – AZ             | 2 – 2 3 – 4 (n.s.) | 5       |

## Statistieken

### Eindstand in Nederlandse Eredivisie
| Stand | Gespeeld | Gewonnen | Gelijk | Verloren | Punten | Doelpunten voor | Doelpunten tegen | Gele kaarten | Twee gele kaarten | Rode kaarten |
| ----- | -------- | -------- | ------ | -------- | ------ | --------------- | ---------------- | ------------ | ----------------- | ------------ |
| 14e   | 34       | 9        | 11     | 14       | 38     | 42              | 63               | 56           | 1                 | 1            |

#### Punten, stand en doelpunten per speelronde
| Speelronde                            | 1   | 2   | 3   | 4   | 5   | 6   | 7   | 8   | 9   | 10  | 11  | 12  | 13  | 14  | 15  | 16  | 17  | 18  | 19  | 20  | 21  | 22  | 23  | 24  | 25  | 26  | 27  | 28  | 29  | 30  | 31  | 32  | 33  | 34  | Totaal |
| ------------------------------------- | --- | --- | --- | --- | --- | --- | --- | --- | --- | --- | --- | --- | --- | --- | --- | --- | --- | --- | --- | --- | --- | --- | --- | --- | --- | --- | --- | --- | --- | --- | --- | --- | --- | --- | ------ |
| Aantal punten per speelronde          | 1   | 0   | 1   | 0   | 1   | 3   | 3   | 0   | 0   | 0   | 3   | 0   | 1   | 0   | 1   | 0   | 1   | 1   | 3   | 1   | 1   | 3   | 0   | 3   | 0   | 1   | 3   | 1   | 3   | 0   | 0   | 3   | 0   | 0   | 38     |
| Aantal punten na speelronde           | 1   | 1   | 2   | 2   | 3   | 6   | 9   | 9   | 9   | 9   | 12  | 12  | 13  | 13  | 14  | 14  | 15  | 16  | 19  | 20  | 21  | 24  | 24  | 27  | 27  | 28  | 31  | 32  | 35  | 35  | 35  | 38  | 38  | 38  | 38     |
| Stand na speelronde                   | 10e | 13e | 14e | 16e | 16e | 13e | 10e | 12e | 14e | 15e | 12e | 15e | 13e | 15e | 15e | 15e | 15e | 15e | 14e | 15e | 14e | 14e | 15e | 11e | 12e | 13e | 10e | 10e | 8e  | 12e | 12e | 12e | 14e | 14e | 14e    |
| Aantal doelpunten per speelronde      | 0   | 1   | 1   | 0   | 0   | 2   | 2   | 1   | 3   | 0   | 2   | 0   | 2   | 0   | 2   | 2   | 1   | 1   | 2   | 1   | 1   | 4   | 0   | 4   | 0   | 1   | 2   | 0   | 1   | 1   | 1   | 2   | 1   | 1   | 42     |
| Aantal tegendoelpunten per speelronde | 0   | 3   | 1   | 3   | 0   | 1   | 1   | 4   | 4   | 5   | 0   | 1   | 2   | 1   | 2   | 5   | 1   | 1   | 0   | 1   | 1   | 2   | 4   | 2   | 1   | 1   | 1   | 0   | 0   | 4   | 4   | 1   | 4   | 2   | 63     |
| Doelsaldo na speelronde               | 0   | −2  | −2  | −5  | −5  | −4  | −3  | −6  | −7  | −12 | −10 | −11 | −11 | −12 | −12 | −15 | −15 | −15 | −13 | −13 | −13 | −11 | −15 | −13 | −14 | −14 | −13 | −13 | −12 | −15 | −18 | −17 | −20 | −21 | −21    |

### Topscorers
| Nr.                           | Naam                          | Goal |
| ----------------------------- | ----------------------------- | ---- |
| 1.                            | Luka Kulenović                | 9    |
| 2.                            | Jizz Hornkamp                 | 8    |
| 3.                            | Brian De Keersmaecker         | 5    |
| 4.                            | Mario Engels                  | 4    |
| 5.                            | Thomas Bruns                  | 3    |
| 5.                            | Juho Talvitie                 | 3    |
| 7.                            | Justin Hoogma                 | 2    |
| 7.                            | Damon Mirani                  | 2    |
| 9.                            | Ivan Mesik                    | 1    |
| 9.                            | Suf Podgoreanu                | 1    |
| 9.                            | Ruben Roosken                 | 1    |
| 9.                            | Mats Rots                     | 1    |
| 9.                            | Sem Scheperman                | 1    |
| 9.                            | Shiloh 't Zand                | 1    |
| Eigen doelpunten tegenstander | Eigen doelpunten tegenstander | 0    |
| Totaal                        | Totaal                        | 42   |

| Nr.                           | Naam                          | Goal |
| ----------------------------- | ----------------------------- | ---- |
| 1.                            | Suf Podgoreanu                | 2    |
| 2.                            | Thomas Bruns                  | 1    |
| 2.                            | Luka Kulenović                | 1    |
| 2.                            | Damon Mirani                  | 1    |
| 2.                            | Mats Rots                     | 1    |
| 2.                            | Sem Scheperman                | 1    |
| 2.                            | Juho Talvitie                 | 1    |
| Eigen doelpunten tegenstander | Eigen doelpunten tegenstander | 0    |
| Totaal                        | Totaal                        | 8    |

### Assists
| Nr.    | Naam                  | Assist |
| ------ | --------------------- | ------ |
| 1.     | Suf Podgoreanu        | 5      |
| 2.     | Mario Engels          | 4      |
| 3.     | Daniël van Kaam       | 3      |
| 3.     | Brian De Keersmaecker | 3      |
| 5.     | Thomas Bruns          | 2      |
| 5.     | Jizz Hornkamp         | 2      |
| 5.     | Luka Kulenović        | 2      |
| 5.     | Ruben Roosken         | 2      |
| 5.     | Jannes Wieckhoff      | 2      |
| 10.    | Mimeirhel Benita      | 1      |
| 10.    | Fabian de Keijzer     | 1      |
| 10.    | Sem Scheperman        | 1      |
| 10.    | Jan Žambůrek          | 1      |
| Totaal | Totaal                | 29     |

| Nr.    | Naam                  | Assist |
| ------ | --------------------- | ------ |
| 1.     | Thomas Bruns          | 2      |
| 2.     | Mario Engels          | 1      |
| 2.     | Brian De Keersmaecker | 1      |
| 2.     | Kelvin Leerdam        | 1      |
| 2.     | Jan Žambůrek          | 1      |
| Totaal | Totaal                | 6      |

1 De Keijzer ·
2 Benita ·
3 Wieckhoff ·
4 Mirani ·
5 Bruijn ·
6 Čestić ·
7 Limbombe ·
8 Engels ·
9 Hornkamp ·
11 Laursen ·
13 Žambůrek ·
14 De Keersmaecker  ·
16 Jansink ·
17 Bruns ·
18 Leerdam ·
19 Kulenović ·
20 Van Oorschot ·
21 Hoogma ·
22 Milani ·
23 Talvitie ·
24 Mesík ·
26 Van Kaam ·
27 Tijink ·
28 Sambo ·
29 Podgoreanu ·
30 Mantel ·
32 Scheperman ·
35 Bultman ·
36 Te Fruchte ·
39 Rots · 
39 Codinha · 
Coach: Van de Looi 
· Assistent-coach: Krüzen
· Assistent-coach: Reekers
· Keeperstrainer: Van Loo
Ajax ·
Almere City FC ·
AZ · 
Feyenoord ·
Fortuna Sittard ·
Go Ahead Eagles ·
FC Groningen ·
sc Heerenveen ·
Heracles Almelo ·
NAC Breda ·
N.E.C. ·
PEC Zwolle ·
PSV ·
RKC Waalwijk ·
Sparta Rotterdam ·
FC Twente ·
FC Utrecht ·
Willem II